# Monooxigenasa

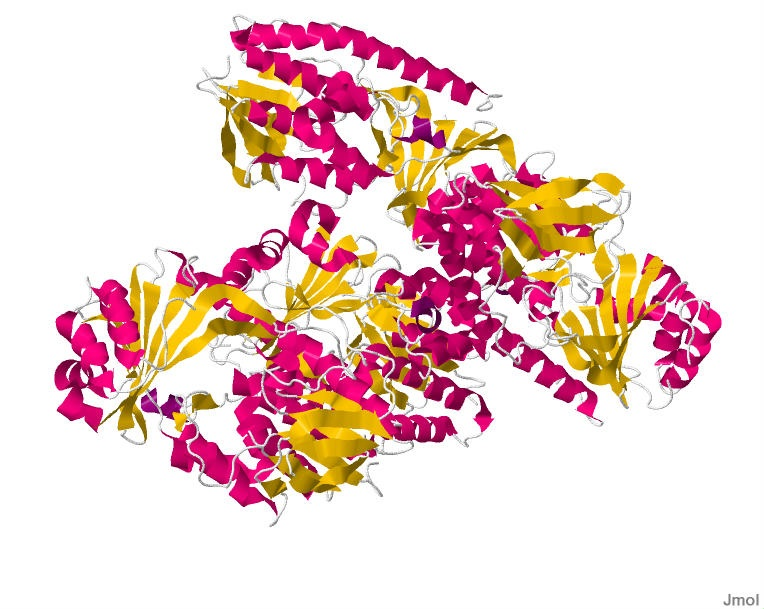
Estructura de la monooxigenasa Tetx.

Les monooxigenases són enzims que incorporen un grup hidroxil en substrats en moltes rutes metabòliques. En aquesta reacció, dos àtoms de dioxigen són reduïts a un grup hidroxil i a una molècula H₂O per l'oxidació del NAD(P)H.